# Karin Fossum
Karin Fossum (Sandefjord, 6 de novembro de 1954) é uma escritora norueguesa de ficção policial, frequentemente referida como a "rainha do crime norueguês".

## Antecedentes
Karin Mathisen nasceu a 6 de Novembro de 1954 em Sandefjord no distrito de Vestfold, Noruega. Vive actualmente perto de Oslo. Fossum surgiu como poetisa com Kanskje i morgen, a sua primeira colectânea publicada em 1974 quando tinha apenas 20 anos. Com o livro ganhou o prémio Tarjei Vesaas para debutantes. Durante algum tempo trabalhou em hospitais, em trabalho doméstico e na reabilitação de viciados em droga.

## Carreira Literária
Karin Fossum é a autora da série de romances policiais do Inspector Konrad Sejer que teve sucesso internacional e que foram traduzidos para 25 idiomas e laureados com diversos prémios.
Foi galardoada com o Prémio Chave de Vidro pelo seu livro Don't Look Back (Não Olhes Para Trás), que também ganhou o Prémio Riverton, e foi listada para o Prémio da Crime Writers' Association do Reino Unido, o Gold Dagger (Adaga de Ouro), em 2005, pelo livro Calling Out For You (Gritando por ti).

### Série do Inspector Sejer
(também com o Inspector Jakob Skarre):
- 1995 - Evas øye (Na escuridão; In the Darkness, na tradução inglesa de 2012)
- 1996 - Se deg ikke tilbake! (Não Olhes Para Trás!; Don't Look Back!, na tradução inglesa de 2002)
- 1997 - Den som frykter ulven (O que tem medo do lobo; He Who Fears the Wolf, na tradução inglesa de 2003)
- 1998 - Djevelen holder lyset (Quando o diabo segura a vela; When the Devil Holds the Candle, na tradução inglesa de 2004)
- 2000 - Elskede Poona (Gritando por ti; Calling Out For You na tradução inglesa de  2005; The Indian Bride, na tradução americana 2007)
- 2002 - Svarte sekunder(Segundos negros); (Black Seconds, na tradução inglesa de 2007)
- 2004 - Drapet på Harriet Krohn (O assassínio de Harriet Krohn; The Murder of Harriet Krohn, na tradução inglesa de 2014)
- 2007 - Den som elsker noe annet (À beira d'água; The Water's Edge, na tradução inglesa de 2009)
- 2008 - Den onde viljen (Más intenções; Bad Intentions, na tradução inglesa de 2010)
- 2009 - Varsleren (Aviso; The Caller, na tradução inglesa de 2011)
- 2013 - Carmen Zita og døden (Carmen Zita e morte; The Drowned Boy, na tradução inglesa de 2015)
- 2014 - Helvetesilden (Fogo do inferno)
- 2016 - Hviskeren

### Outros livros
- 1974 - Kanskje i morgen – poesia
- 1978 - Med ansiktet i skyggen – poesia
- 1992 - I et annet lys - contos
- 1994 - Søylen - contos
- 1999 - De gales hus - novela
- 2002 - Jonas Eckel - novela
- 2003 - Natt til fjerde november (A noite de 4 de Novembro)
- 2006 - Brudd (Quebrado; Broken, na tradução inglesa 2008)
- 2011 - Jeg kan se i mørket (Vejo na escuridão) (I Can See in the Dark, na tradução inglesa de 2013)
- 2012 - Natten er et annet land (A Noite é outra terra) - poesia

## Prémios
- Tarjei Vesaas' debutantpris de 1974, por Kanskje i morgen
- Prémio Riverton 1996, por Se deg ikke tilbake
- Prémio Chave de Vidro de 1997, por Se deg ikke tilbake
- Prémio Bokhandler de 1997, por Den som frykter ulven
- Prémio Brage de 2000, por Elskede Poona
- Martin Beck Award de 2002, por Svarte sekunder
- Prémio Cappelen de 2003
- The Gumshoe Awards de melhor romance policial europeu de 2007, por Når djevelen holder lyset
- Los Angeles Times Book Prize na categoria Mistério/Policial para 2007 publicado em 2008, por Elskede Poona

## Ligações Externas
- NRK:  Karin Fossum
- Cappelen Damm: Karin Fossum
- Harcourt Books: Karin Fossum
- NRK Forfatter: Karin Fossum
- Dagbladet: Karin Fossum